# Landkreis Ebermannstadt
Der Landkreis Ebermannstadt ist ein ehemaliger Landkreis in Bayern und gehörte zum Regierungsbezirk Oberfranken. Er wurde 1972 bei der Gebietsreform aufgelöst und sein Gebiet auf die Landkreise Forchheim, Bamberg, Bayreuth und Kulmbach aufgeteilt.

## Nachbarkreise
Der Landkreis grenzte 1972 im Uhrzeigersinn, im Norden beginnend, an die Landkreise Lichtenfels, Kulmbach, Bayreuth, Pegnitz, Forchheim und Bamberg.

## Geschichte

### Bezirksamt
Das Bezirksamt Ebermannstadt wurde im Jahr 1862 durch den Zusammenschluss der Landgerichte älterer Ordnung Ebermannstadt und Hollfeld gebildet.
Anlässlich der Reform des Zuschnitts der bayerischen Bezirksämter trat das Bezirksamt Ebermannstadt am 1. Januar 1880 die Gemeinde Buckendorf an das Bezirksamt Lichtenfels ab.

### Landkreis
Am 1. Januar 1939 wurde die reichseinheitliche Bezeichnung Landkreis eingeführt. So wurde aus dem Bezirksamt der Landkreis Ebermannstadt.
Der Landkreis Ebermannstadt wurde im Rahmen der Gebietsreform am 1. Juli 1972 aufgelöst:
- Die Gemeinden Heiligenstadt in Oberfranken und Königsfeld kamen zum Landkreis Bamberg.
- Die Städte Hollfeld und Waischenfeld sowie die Gemeinden Aufseß, Breitenlesau, Freienfels, Hochstahl, Krögelstein, Löhlitz, Nankendorf, Neuhaus, Plankenfels, Schönfeld, Stechendorf, Treppendorf, Weiher, Wiesentfels und Wohnsgehaig kamen zum Landkreis Bayreuth.
- Der Markt Wonsees wurde dem Landkreis Kulmbach zugeschlagen.
- Die Stadt Ebermannstadt und alle übrigen Gemeinden kamen zum Landkreis Forchheim.

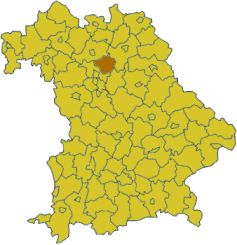
Heutiger Landkreis Forchheim
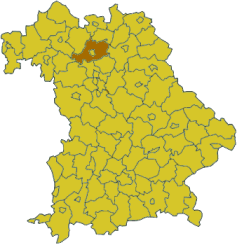
Heutiger Landkreis Bamberg
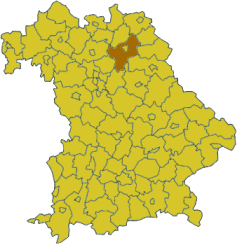
Heutiger Landkreis Bayreuth
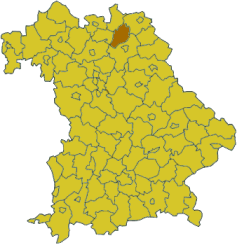
Heutiger Landkreis Kulmbach

### Bezirksamtmänner/-oberamtmänner bis 1938, Landräte ab 1939
- 1913–1924 Karl Stucky
- 1924–1925 Vakant
- 1925–1928 Ritter und Edler v. Schultes
- 1928–1936 Ferdinand Waller
- 1936–1937 Josef Koy
- 1937      Heinrich Stryzewski
- 1937–1945 Ludwig Niedermayer
- 1947–1957 Rudolf Eberhard
- 1957–1972 Franz Josef Kaiser

## Einwohnerentwicklung
| Jahr | Einwohner | Quelle |
| ---- | --------- | ------ |
| 1864 | 24.122    | [ 5 ]  |
| 1885 | 24.245    | [ 6 ]  |
| 1900 | 22.145    | [ 7 ]  |
| 1910 | 22.910    | [ 7 ]  |
| 1925 | 22.805    | [ 8 ]  |
| 1939 | 21.905    | [ 9 ]  |
| 1950 | 30.264    | [ 10 ] |
| 1960 | 25.900    | [ 11 ] |
| 1971 | 28.200    | [ 12 ] |

## Gemeinden
Der Landkreis Ebermannstadt bestand bis zum Beginn der Gebietsreform in Bayern aus drei Städten und 64 Gemeinden.

Landkreis Ebermannstadt, Gemeindegrenzenkarte von 1961

| Städte 1. Ebermannstadt (heute Landkreis Forchheim) 2. Hollfeld (heute Landkreis Bayreuth) 3. Waischenfeld (heute Landkreis Bayreuth) |

| Weitere Gemeinden 1. Albertshof (heute Markt Wiesenttal, Landkreis Forchheim) 2. Aufseß (heute Landkreis Bayreuth) 3. Birkenreuth (heute Markt Wiesenttal, Landkreis Forchheim) 4. Breitenbach (bis 1939, heute Stadt Ebermannstadt, Landkreis Forchheim) 5. Breitenlesau (heute Stadt Waischenfeld, Landkreis Bayreuth) 6. Brunn (heute Markt Heiligenstadt in Oberfranken, Landkreis Bamberg) 7. Burggaillenreuth (heute Stadt Ebermannstadt, Landkreis Forchheim) 8. Burggrub (heute Markt Heiligenstadt in Oberfranken, Landkreis Bamberg) 9. Drosendorf am Eggerbach (heute Markt Eggolsheim, Landkreis Forchheim) 10. Drosendorf an der Aufseß (heute Stadt Hollfeld, Landkreis Bayreuth, der frühere Gemeindeteil Voitmannsdorf: heute Gemeinde Königsfeld, Landkreis Bamberg) 11. Drügendorf (heute Markt Eggolsheim, Landkreis Forchheim) 12. Dürrbrunn (heute Gemeinde Unterleinleiter, Landkreis Forchheim) 13. Engelhardsberg (heute Markt Wiesenttal, Landkreis Forchheim) 14. Eschlipp (heute Stadt Ebermannstadt, Landkreis Forchheim) 15. Freienfels (heute Stadt Hollfeld, Landkreis Bayreuth) 16. Gasseldorf (heute Stadt Ebermannstadt, Landkreis Forchheim) 17. Gösseldorf (heute Stadt Waischenfeld, Landkreis Bayreuth) 18. Götzendorf (heute Markt Eggolsheim, Landkreis Forchheim) 19. Hagenbach (heute Markt Pretzfeld, Landkreis Forchheim) 20. Heiligenstadt (heute Landkreis Bamberg) 21. Hetzelsdorf (heute Markt Pretzfeld, Landkreis Forchheim) 22. Hochstahl (heute Gemeinde Aufseß, Landkreis Bayreuth) 23. Hohenpölz (heute Markt Heiligenstadt in Oberfranken, Landkreis Bamberg) 24. Huppendorf (heute Gemeinde Königsfeld, Landkreis Bamberg) 25. Kainach (heute Stadt Hollfeld, Landkreis Bayreuth) 26. Königsfeld (heute Landkreis Bamberg) 27. Krögelstein (heute Stadt Hollfeld, Landkreis Bayreuth) 28. Löhlitz (heute Stadt Waischenfeld, Landkreis Bayreuth) 29. Lützelsdorf (heute Markt Pretzfeld, Landkreis Forchheim) 30. Muggendorf (heute Markt Wiesenttal, Landkreis Forchheim) 31. Nankendorf (heute Stadt Waischenfeld, Landkreis Bayreuth) 32. Neuhaus (heute Gemeinde Aufseß, Landkreis Bayreuth) 33. Neuses (heute Stadt Ebermannstadt, Landkreis Forchheim) 34. Niedermirsberg (heute Stadt Ebermannstadt, Landkreis Forchheim) 35. Oberfellendorf (heute Markt Wiesenttal, Landkreis Forchheim) | 1. Oberleinleiter (heute Markt Heiligenstadt in Oberfranken, Landkreis Bamberg) 2. Oberweilersbach (1970 freiwilliger Zusammenschluss mit Unterweilersbach und Reifenberg zur Gemeinde Weilersbach, heute Landkreis Forchheim) 3. Plankenfels (heute Landkreis Bayreuth) 4. Poxdorf (heute Gemeinde Königsfeld, Landkreis Bamberg) 5. Pretzfeld (heute Landkreis Forchheim) 6. Reifenberg (1970 freiwilliger Zusammenschluss mit Ober- und Unterweilersbach zur Gemeinde Weilersbach, heute Landkreis Forchheim) 7. Rüssenbach (heute Stadt Ebermannstadt, Landkreis Forchheim) 8. Sachsendorf (heute Gemeinde Aufseß, Landkreis Bayreuth) 9. Schönfeld (heute Stadt Hollfeld, Landkreis Bayreuth) 10. Seelig (heute Stadt Waischenfeld, Landkreis Bayreuth) 11. Siegritz (heute Markt Heiligenstadt in Oberfranken, Landkreis Bamberg) 12. Stechendorf (heute Stadt Hollfeld, Landkreis Bayreuth) 13. Streitberg (heute Markt Wiesenttal, Landkreis Forchheim) 14. Stücht (heute Markt Heiligenstadt in Oberfranken, Landkreis Bamberg) 15. Tiefenstürmig (heute Markt Eggolsheim, Landkreis Forchheim) 16. Traindorf (heute Markt Heiligenstadt in Oberfranken, Landkreis Bamberg) 17. Treppendorf (heute Stadt Hollfeld, Landkreis Bayreuth) 18. Treunitz (heute Gemeinde Königsfeld, Landkreis Bamberg) 19. Unterleinleiter (heute Landkreis Forchheim) 20. Unterweilersbach (1970 freiwilliger Zusammenschluss mit Oberweilersbach und Reifenberg zur Gemeinde Weilersbach, heute Landkreis Forchheim) 21. Wannbach (heute Markt Pretzfeld, Landkreis Forchheim) 22. Weigelshofen (heute Markt Eggolsheim, Landkreis Forchheim) 23. Weiher (heute Stadt Hollfeld, Landkreis Bayreuth) 24. Wiesentfels (heute Stadt Hollfeld, Landkreis Bayreuth) 25. Wohlmannsgesees (heute Markt Wiesenttal, Landkreis Forchheim) 26. Wohlmuthshüll (heute Stadt Ebermannstadt, Landkreis Forchheim) 27. Wohnsgehaig (heute Gemeinde Mistelgau, Landkreis Bayreuth) 28. Wonsees (heute Landkreis Kulmbach) 29. Wüstenstein (heute Markt Wiesenttal, Landkreis Forchheim) 30. Zoggendorf (heute Markt Heiligenstadt in Oberfranken, Landkreis Bamberg) |

## Kfz-Kennzeichen
Am 1. Juli 1956 wurde dem Landkreis bei der Einführung der bis heute gültigen Kfz-Kennzeichen das Unterscheidungszeichen EBS zugewiesen. Es wurde bis zum 28. April 1973 ausgegeben. Seit dem 10. Juli 2013 ist es wieder in den Landkreisen Bayreuth, Forchheim und Kulmbach erhältlich.